# Eunbin
Kwon Eun-bin (Gangdong-gu, 6 de enero de 2000), más conocida como Eunbin, es una actriz, cantante, bailarina, modelo y rapera surcoreana. Eunbin ganó popularidad a través de su participación en la primera temporada de Produce 101. Sin embargo, fue eliminada y posteriormente debutó como integrante de CLC.

## Primeros años
Nació el 6 de enero de 2000 en Seúl. Su familia está compuesta por su padre, que es reportero de televisión, y su madre, una ama de casa. Estudió en Wonmyong Elementary School, Yangji Elementary School, Onham Middle School y Hanlim Multi Art School.

## Carrera

### 2016-presente:Produce 101y debut
Eunbin representó a Cube Entertainment en la primera temporada de Produce 101, junto a Soyeon, actual integrante de (G)I-DLE, y Lee Yoon-seo, una exaprendiz de la empresa. En el cual Eunbin y Soyeon fueron asignadas favorablemente por los entrenadores al grupo A. Según Cube Entertainment, Eunbin originalmente se unió a CLC en 2015, pero seguía siendo aprendiz por el retraso del nuevo disco. Debido a Produce 101 y sus restricciones contractuales, ella no pudo unirse al grupo para promocionar «High Heels» en programas musicales. Los planes de la agencia para Eunbin eran de unirse a las promociones de «High Heels» si la eliminasen o posponer sus actividades con CLC si fuera la ganadora de Produce 101. Sin embargo, Eunbin fue eliminada en el episodio diez sin poder debutar como miembro de I.O.I. El 12 de mayo, CLC abrió su canal en V app, seguido por una transmisión del grupo, junto a Eunbin y posteriormente ella debutó como integrante del grupo con el lanzamiento de Nu.Clear. Un mes después, pausó temporalmente sus actividades con el grupo debido a problemas de salud. A los pocos días, volvió a promocionar con el grupo luego de su recuperación.
El 26 de junio de 2018, se anunció que Eunbin debutaría como actriz de televisión, interpretando a Kim Sang-ah en el drama Bad Papa. El drama comenzó a emitirse en septiembre del mismo año. El 8 de julio de 2019, fue revelado que la cantante participaría en el drama Beautiful Love, Wonderful Life de KBS2. El drama inició en septiembre, donde interpretó a Kim Yeon-ah. No obstante, Eunbin abandonó su papel debido a problemas con su horario. En marzo de 2021, se unió al elenco recurrente del sitcom de TV Chosun, Somehow Family donde interpreta a Sung Ha-neul.

## Discografía

### Composiciones
| Canción       | Año  | Álbum       | Artista(s) | Letra   | Letra               |
| Canción       | Año  | Álbum       | Artista(s) | Crédito | Con                 |
| ------------- | ---- | ----------- | ---------- | ------- | ------------------- |
| «I Like That» | 2018 | Black Dress | CLC        | Sí      | Jaeri Potter, Yeeun |

## Filmografía

### Series de televisión
| Año       | Título                         | Canal           | Rol            | Notas                       | Ref.          |
| --------- | ------------------------------ | --------------- | -------------- | --------------------------- | ------------- |
| 2018      | Bad Papa                       | MBC             | Kim Sang-ah    | Papel secundario            |               |
| 2018      | Top Management                 | YouTube Premium | Eunbin         | Papel de soporte            |               |
| 2019-2020 | Beautiful Love, Wonderful Life | KBS2            | Kim Yeon-ah    | Papel secundario            |               |
| 2020      | Do Do Sol Sol La La Sol        | KBS2            | Jung Ga-young  | Invitada                    | [ 18 ]        |
| 2021      | Somehow Family                 | TV Chosun       | Sung Ha-neul   | Papel secundario            | [ 19 ]        |
| 2021      | Youth of May                   | KBS2            | Yu-jin         | Invitada                    | [ 20 ]        |
| 2021      | At A Distance Spring Is Green  | KBS2            | Wang Young-ran |                             | [ 21 ]        |
| 2022      | Dear.M                         | KBS2            | Min Yang-hee   | Papel secundario            | [ 22 ] [ 23 ] |
| 2024      | Jerarquía                      | Netflix         | Kil Ye-ji      | Serie web, papel secundario | [ 24 ]        |
| 2024-25   | Check-in Hanyang               | Channel A       | Do-kyeong      | Papel secundario            | [ 25 ]        |

### Programas de televisión
| Año  | Título                   | Canal | Rol      | Notas   |
| ---- | ------------------------ | ----- | -------- | ------- |
| 2016 | Fan Heart Attack Idol TV |       | Invitada | con CLC |